# Серхіо Гонтан
Серхіо Гонтан Гальярдо (ісп. Sergio Gontán Gallardo; нар. 28 грудня 1991, Мадрид), відоміший як Кеко — іспанський футболіст, правий вінгер клубу «Реал Вальядолід».

## Клубна кар'єра
Кеко, який є вихованцем «Атлетіко Мадрид», дебютував за основну команду 12 вересня 2009 року в чемпіонаті Іспанії, вийшовши на заміну на 63-й хвилині в домашньому матчі проти «Расінга» коли йому було 17 років.
Наприкінці січня 2010 року Кеко перейшов на правах оренди до клубу чемпіонату Іспанії «Реал Вальядолід» до кінця сезону. 6 лютого 2010 він дебютував у своїй новій команді в матчі проти «Валенсії» (0:2), вийшовши на заміну.
У сезоні 2010/2011 він грав за клуби «Картахена» і «Жирона» із Сегунди, з'явившись на полі у 25 матчах (з них 9 у стартовому складі, 952 хвилини на полі).
19 липня 2011 року, не змігши продовжити свій контракт з «Атлетіко Мадрид», Кеко перейшов до італійського клубу «Катанія», підписавши контракт на три роки і діставши номер 15. 7 січня 2012 року він разом з одноклубником Фабіо Ск'яччою перейшов на правах оренди до клубу Серії B «Гроссето».
Кеко дебютував у чемпіонаті Італії 24 лютого 2013 року в матчі проти «Парми», забивши переможний м'яч (2:1). У травні 2014 року він покинув команду.
28 серпня 2014 Кеко підписав контракт на 1+1 рік з «Альбасете», який щойно перейшов до другого дивізіону. Під час свого першого і єдиного сезону у складі цієї команди він провів на полі понад 2500 хвилин. 21 травня 2015 року він забив переможний гол у матчі проти «Льягостери» (3:2); ця перемога дозволила команді уникнути вильоту з чемпіонату.
9 липня 2015 Кеко перейшов до «Ейбара», що виступає в чемпіонаті Іспанії, підписавши контракт на два роки. 30 грудня він забив перший гол у чемпіонаті в домашньому матчі проти клубу «Спортінг Хіхон».

## Кар'єра в збірній
Кеко грав на чемпіонаті Європи з футболу для юнаків до 17 років: 2008 за збірну Іспанії. Збірна здобула перемогу в турнірі, а сам Кеко відзначився забитим м'ячем у фіналі (перемога 4:0 над збірною Франції).

## Статистика виступів

### За клуб
Востаннє оновлено 21 серпня 2020
| Сезон                         | Команда                       | Чемпіонат                     | Чемпіонат | Чемпіонат | Національний кубок | Національний кубок | Національний кубок | Єврокубки | Єврокубки | Єврокубки | Інші змагання | Інші змагання | Інші змагання | Усього | Усього | Усього |
| Сезон                         | Команда                       | Ліга                          | Ігор      | Голів     | Ліга               | Ігор               | Голів              | Ліга      | Ігор      | Голів     | Ліга          | Ігор          | Голів         | Ігор   | Голів  |        |
| ----------------------------- | ----------------------------- | ----------------------------- | --------- | --------- | ------------------ | ------------------ | ------------------ | --------- | --------- | --------- | ------------- | ------------- | ------------- | ------ | ------ | ------ |
| 2008–09                       | «Атлетіко Мадрид Б»           | СДБ                           | 27        | 3         | -                  | -                  | -                  | -         | -         | -         | -             | -             | -             | 27     | 3      |        |
| 2009–10                       | «Атлетіко Мадрид Б»           | СДБ                           | 16        | 3         | -                  | -                  | -                  | -         | -         | -         | -             | -             | -             | 16     | 3      |        |
| Усього за «Атлетіко Мадрид Б» | Усього за «Атлетіко Мадрид Б» | Усього за «Атлетіко Мадрид Б» | 43        | 6         |                    | -                  | -                  |           | -         | -         |               | -             | -             | 43     | 6      |        |
| 2008–09                       | «Атлетіко»                    | ПД                            | 0         | 0         | КІ                 | 1                  | 0                  | ЛЧ        | 0         | 0         | -             | -             | -             | 1      | 0      |        |
| 2009-січ. 2010                | «Атлетіко»                    | ПД                            | 1         | 0         | КІ                 | 0                  | 0                  | ЛЧ+ЛЄ     | 0         | 0         | -             | -             | -             | 1      | 0      |        |
| Усього за «Атлетіко»          | Усього за «Атлетіко»          | Усього за «Атлетіко»          | 1         | 0         |                    | 1                  | 0                  |           | 0         | 0         |               | -             | -             | 2      | 0      |        |
| січ.-черв. 2010               | «Реал Вальядолід»             | ПД                            | 13        | 0         | КІ                 | -                  | -                  | -         | -         | -         | -             | -             | -             | 13     | 0      |        |
| 2010-січ. 2011                | «Картахена»                   | СД                            | 14        | 0         | КІ                 | 1                  | 0                  | -         | -         | -         | -             | -             | -             | 15     | 0      |        |
| січ.-черв. 2011               | «Жирона»                      | СД                            | 11        | 0         | КІ                 | -                  | -                  | -         | -         | -         | -             | -             | -             | 11     | 0      |        |
| 2011-січ. 2012                | «Катанія»                     | A                             | 0         | 0         | КІ                 | 1                  | 0                  | -         | -         | -         | -             | -             | -             | 1      | 0      |        |
| січ.-черв. 2012               | «Гроссето»                    | B                             | 10        | 0         | КІ                 | -                  | -                  | -         | -         | -         | -             | -             | -             | 10     | 0      |        |
| 2012–13                       | «Катанія»                     | A                             | 4         | 1         | КІ                 | 1                  | 0                  | -         | -         | -         | -             | -             | -             | 5      | 1      |        |
| 2013–14                       | «Катанія»                     | A                             | 19        | 0         | КІ                 | 1                  | 0                  | -         | -         | -         | -             | -             | -             | 20     | 0      |        |
| Усього за «Катанію»           | Усього за «Катанію»           | Усього за «Катанію»           | 23        | 1         |                    | 3                  | 0                  |           | -         | -         |               | -             | -             | 26     | 1      |        |
| 2014–15                       | «Альбасете»                   | СД                            | 33        | 6         | КІ                 | 3                  | 0                  | -         | -         | -         | -             | -             | -             | 36     | 6      |        |
| 2015–16                       | «Ейбар»                       | ПД                            | 29        | 3         | КІ                 | 2                  | 0                  | -         | -         | -         | -             | -             | -             | 31     | 3      |        |
| 2016–17                       | «Малага»                      | ПД                            | 22        | 0         | КІ                 | 0                  | 0                  | -         | -         | -         | -             | -             | -             | 22     | 0      |        |
| 2017–18                       | «Малага»                      | ПД                            | 21        | 0         | КІ                 | 0                  | 0                  | -         | -         | -         | -             | -             | -             | 21     | 0      |        |
| 2018–19                       | «Реал Вальядолід»             | ПД                            | 26        | 2         | КІ                 | 3                  | 0                  | -         | -         | -         | -             | -             | -             | 29     | 2      |        |
| 2019–20                       | «Малага»                      | СД                            | 7         | 0         | КІ                 | 0                  | 0                  | -         | -         | -         | -             | -             | -             | 7      | 0      |        |
| Усього за «Малагу»            | Усього за «Малагу»            | Усього за «Малагу»            | 50        | 0         |                    | 0                  | 0                  |           | -         | -         |               | -             | -             | 50     | 0      |        |
| січ.-черв. 2020               | «Депортіво»                   | СД                            | 7         | 0         | КІ                 | 0                  | 0                  | -         | -         | -         | -             | -             | -             | 7      | 0      |        |
| Усього за кар'єру             | Усього за кар'єру             | Усього за кар'єру             | 260       | 18        |                    | 13                 | 0                  |           | 0         | 0         |               | -             | -             | 273    | 18     |        |

## Досягнення
Іспанія
- Чемпіон Європи (U-17): 2008